# آرشي وليامز
آرشي وليامز (بالإنجليزية: Archie Williams)‏ (13 مايو 1927 - 1 يناير 1985) هو لاعب كرة قدم بريطاني في مركز جناح ‏.